# Schloss Wolfring

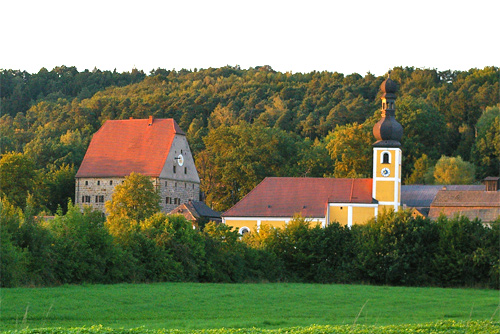
Schloss Wolfring

Das denkmalgeschützte Schloss Wolfring befindet sich in dem gleichnamigen Ortsteil der oberpfälzischen Gemeinde Fensterbach im Landkreis Schwandorf von Bayern (Schloßstraße 4).

## Geschichte
Zu Beginn des 12. Jahrhunderts ist hier das edelfreie Geschlecht der Wolfringer ansässig. In dem Stiftungsbrief des Klosters Michelfeld werden 1119 Uuignandus, Vdelscalch und Uuirnt de Uuolferingen erwähnt. Ein Wirind de Wolfheringen wird mit seinen Söhnen 1139 als Zeuge in einer Urkunde des Klosters Ensdorf genannt. Ortlich Chazpich de Wolfringe ist 1147 Zeuge bei der Schenkung der Veste Hohenburg an das Hochstift Regensburg im Falle des kinderlosen Absterbens der Grafen von Hohenburg. Conradus de wolfheringen tritt 1150 bei einer Schenkung an das Kloster Reichenbach als Zeuge auf. 1165 erscheint ein Walter von Wolfring ebenfalls in einer Klosternotiz. Ein Fridericus de Wolferinge ist um 1200 herum der Letztgenannte seines Geschlechts.
Die Veste Wolfring zählte seit 1205 zu den oberpfälzischen Besitzungen des Herzog Ludwig von Bayern. In der Folgezeit wird sie als ein Lehen der Wittelsbacher ausgereicht. 1343 belehnten die Pfalzgrafen Ruprecht I. und Ruprecht II. den Amberger Viztum Ritter Heinrich von Erkheim mit Gütern in Wolfring. Am 28. Januar 1413 wurde Ruprecht Kastner, Landschreiber von Amberg, mit Gütern zu Wolfring erbrechtlich belehnt und mit rechtlichen Privilegien ausgestattet. Ein Sohn des genannten Ruprecht, Caspar Kastner, nennt sich 1438 Caspar von Wolfring. Er musste zusammen mit einem Verwandten seiner Frau Ursula Puchelperger namens Albrecht Schirnting Urfehde wegen erlittenen Gefängnisses aufgrund von Erbstreitigkeiten schwören. Nach weiteren Auseinandersetzungen gelangte Hans Kastner in den Alleinbesitz von Wolfring und konnte das Gut 1477 an Dietrich Lichtenecker verkaufen. In einem Revers an Pfalzgraf Philipp wird die Belehnung mit die veste und behausung Wolffring gantz mit den zweyen hofen die dar zu gehoren und weiteren Besitztümern bestätigt. Nach dem Tod des Dietrich Lichtenecker ging das Mannlehen 1488 an dessen Sohn Heinrich Lichtenecker und 1518 wieder an dessen Sohn Heinz Lichtenecker über.
1545 wurde Wolf von Plankenfels von Pfalzgraf Friedrich mit Wolfering belehnt. Zu Beginn der 1560er Jahre veräußerten die Plankenfelser Wolfring an Melchior von Salhausen, dieser ist 1563 erstmals in den Landsassenmatrikel mit Wolfring eingetragen. Er wurde aber erst 1577 mit Wolfring belehnt, nachdem er sich bereit erklärt hatte, alle die von dem Plankenfelder erkauften Eigengüter zu übernehmen. Dieser Melchior scheint sich gegen den Pfalzgraf ungehorsam verhalten, so dass überlegt wurde, ihm das Gut zu entziehen, dennoch kam es dann an Georg von Salhausen und bald darauf an Hans Jakob von Salhausen. Dieser verkauft das Gut an Hans Fuchs, der 1604 damit belehnt wurde. Da ein Jakob Fuchs bereits 1599 als Pfandherr von Wolfring ausgewiesen ist, wird dieser Verkauf nicht freiwillig erfolgt sein. Valentin Fuchs von Dornheim, bambergischer Rat, hat sich 1605 durch Kauf in den Besitz von Wolfring gebracht. Nach seinem Tod († 1630) fiel Wolfring an seine vier Söhne, Valentin Christoph, Wolf Philipp, Philipp Julius und Veit Christoph. Die drei erstgenannten Brüder sind noch während des Dreißigjährigen Krieges verstorben. Veit Christoph Fuchs hat weder die Todesfälle angezeigt, noch um eine Belehnung nachgesucht. Zudem war sein Aufenthalt nicht bekannt und er hat sich um das verwahrloste Gut, das seit 1631 auf der Gant stand, nicht gekümmert. 1650 erklärte der Lehensprobst von Amberg das Lehen für heimgefallen. Auf Druck der Gläubiger wurde am 10. Mai 1651 eine Proclama mit einem Versteigerungsangebot veröffentlicht. Nach zweimaligem Anlauf konnte Hanns Ulrich Kympel, Kanzler von Amberg, das Gut ersteigern. Einwände des Veit Christoph Fuchs und seiner Schwester Amalia Regina von Murach gegen den Verkauf blieben wirkungslos. Kympel erhielt am 21. März 1653 Wolfring von Kurfürst Ferdinand Maria als durchgehendes Lehen zugesprochen. Hanns Ulrich Kympel verstarb bereits am 17. August 1653 und so fiel Wolfring an seine Witwe und Töchter bzw. deren Ehemänner, Hans Georg Brodeis und Adam Seiz.
1708 waren die beiden Teile des Gutes in den Händen des Johann Engelhard Seiz und dessen Bruder Raimund (Erben des Kympelschen Teiles) bzw. im Besitz von Joachim Freiherrn von Lichtenau (Erbe des Brodeisschen Teiles). Diese schlossen mit Franz Heinrich von Podewil einen Eventualkauf ab, der am 4. August 1708 durch kaiserliche Ratifikation rechtskräftig wurde. Im Besitz dieser Familie blieb Wolfring bis 1756. Dann verkaufte Casimir von Podewils das Gut an Wolfgang Albrecht Freiherrn von Schönstätt († 1760). Für seine noch unmündigen Kinder, Maria Eva Rosina, Maria Anna und einen weiteren jüngeren Bruder, übernahmen die Witwe Maria Theresia von Schönstätt sowie Graf von Kreuth und Christian Wilhelm von Hoppe die Vormundschaft. Als Hofmarksverwalter agierte Georg Ignati Kern. Nach Erreichung der Volljährigkeit einigten sich die Geschwister, dass die unverheiratete Maria Eva Rosina von Schönstätt gegen einen Geldbetrag das Gut übernehmen sollte. Nachdem diese 1770 kinderlos verstorben war, fiel Wolfring an Carl Theodor und Maria Eva, verwitwete von Podewils zurück. Maria Eva vererbte ihren Anteil 1772 ihrer Tochter Maria Eleonora Freiin von Podewils zu Stein, welche noch im gleichen Jahr ihren Anteil an Carl Theodor Freyherrn von Schönstätt verkaufte.
Dieser konnte bis 1827 die niedere Gerichtsbarkeit für Wolfering wahrnehmen. Dann wurden diese Gerichtsrechte eingezogen, da besagter Freyherr als Landsasse nicht anerkannt worden sei, noch über den gesetzmäßigen Erwerb des Landsassenfreyheit wiederholter Aufforderungen ungeachtet, sich jemals auszuweisen vermocht habe. Danach kam Wolfring ab 1923 an Karl von Coulon. Jetziger Besitzer ist Carl Graf von und zu Eltz.
Die 1818 gegründete politische Gemeinde Wolfring wurde 1971 mit Dürnsricht zur Gemeinde Fensterbach vereint.

## Schloss Wolfring einst und jetzt
Der Bau des jetzigen Schlosses Wolfring geht auf Melchior von Salhausen zurück. Nach einer Inschrift im Flur des Schlosses wurde der Bau 1570 erstellt. An dieser Stelle stand vermutlich ein Vorgängerbau aus dem Hochmittelalter. Spätere Besitzer haben nur mehr geringfügige Veränderungen vorgenommen, sodass das Schloss heute noch original erhalten ist.
Das Schloss ist ein mächtiges dreigeschossiges und aus Sandsteinquadern errichtetes Gebäude mit einem steilen Schopfwalmdach. Im obersten Stockwerk ist eine Reihe kleiner Fenster zu sehen. Zu der Anlage zählt ein Gutshof mit dem ehemaligen Forsthaus (1792), dem ehemaligen Pferdestall (1793) und einem Wirtschaftsflügel mit Bedienstetenwohnungen (1845). Die Schlossumfriedung besteht aus überwiegend verputztem Quadermauerwerk mit Torpfeilern, einem Torbogen und einem nördlichen Torhaus aus dem 18. und 19. Jahrhundert. Unmittelbar neben dem Schloss steht die Kirche St. Michael, die aus dem Anfang des 16. Jahrhunderts stammt.